# Călin Dedu
Călin Dedu (Labruge, 21 de octubre de 2002) es un jugador de balonmano rumano, nacido en Portugal, que juega de pívot en el Dinamo Bucarest. Es internacional con la selección de balonmano de Rumania.
Su primer gran campeonato con la selección fue el Campeonato Europeo de Balonmano Masculino de 2024.
Es hijo del exbalonmanista Alexandru Dedu.

## Palmarés

### Dinamo Bucarest
- Liga Națională (3): 2022, 2023, 2024
- Copa de Rumania de balonmano (2): 2022, 2024

## Clubes
| Club                      | País    | Año       |
| ------------------------- | ------- | --------- |
| SCM Politehnica Timișoara | Rumania | 2020-2021 |
| Dinamo Bucarest           | Rumania | 2021-Act. |
| Club Cisne (cedido)       | España  | 2023      |